# Bazisa
Bazisa este un gen de molii din familia Lymantriinae.